# Dolichopus breviciliatus
Dolichopus breviciliatus är en tvåvingeart som beskrevs av Van Duzee 1930. Dolichopus breviciliatus ingår i släktet Dolichopus och familjen styltflugor.
Artens utbredningsområde är Alberta. Inga underarter finns listade i Catalogue of Life.